# Bulla Béla
Bulla Béla  (Keszthely, 1906. szeptember 22. – Budapest, 1962. szeptember 1.) földrajztudós, egyetemi tanár, az MTA levelező tagja.

## Életpályája
Sokgyermekes vasutas család nyolcadik gyermekeként született Bulla Béla. Édesapja Bulla Mihály, MÁV üzemi segédtiszt. Keszthelyen végezte el elemi, ugyanott középiskolai tanulmányait a premontrei gimnáziumban. Az iskola legkiválóbb diákjai közé tartozott. A budapesti Eötvös-kollégium tagjaként földrajz-történelem szakot végzett. 1929-től a budapesti Pázmány Péter Tudományegyetem (ma:ELTE) Földrajzi Intézetében kezdett el dolgozni Cholnoky Jenő tanársegédjeként, majd adjunktusaként. Közben egy évig Berlinben is tanult. 1936-ban egyetemi magántanárként dolgozott, majd 1941-től nyilvános rendes tanár lett, egyben kinevezték az egyetem Földrajzi Intézete igazgatójává. 1946-tól egyetemi tanár volt. 1946-1949 között a Magyar Tudományos Akadémia levelező tagja volt. 1952-től volt a Magyar Földrajzi Társaság elnöke. 1954-től ismét az MTA levelező tagja lett, egyben az MTA Földrajztudományi Kutatócsoportjának igazgatója és a Földrajzi Értesítő főszerkesztője.

## Földrajzi tevékenysége
A magyarországi modern negyedkorkutatás jelentős alakja. Megteremtette a klimatikus morfológiai irányzatát. Részletesen foglalkozott a Balaton kialakulásával, korával, a Balaton-vidék morfológiájával. Legjelentősebb tevékenysége a löszkutatásban és a löszmorfológiában volt. Részletesen foglalkozott Davis geomorfologikus ciklustana és Penck morfológiai analízise tanulmányával. Az 1930-as években ismertté tette Magyarországon a külföldi kutatási eredményeket. Megalkotott egy szintézist, az összehasonlító, funkcionális és dinamikus morfológia elméletét. Ennek segítségével lehetőség van arra, hogy a felületi domborzat fejlődéstörténet megismerhető váljon.

## Emlékezete
Szülőházán emléktáblát helyeztek el, a Balatoni Múzeumban életéről kiállítást rendeztek.

## Fő művei
- Der Pleistozäne Löss im Karpathen-Becken (1938)
- Az Alföld (1940)
- A magyar medence pliocén és pleisztocén teraszai (1941)
- Balatonfelvidék karsztjelenségei, tektonikai mozgások (1943)
- Geomorfológiai megfigyelések a Balatonfelvidéken (1943)
- A Kárpátmedence földrajza (1945)
- A természeti földrajz új útjai (1950)
- Néhány szó a magyar földrajztudomány haladó hagyományairól (1954)
- A Balaton és környéke földrajzi kutatásairól (1958)
- Harmadkori elegyengetett felszínek Magyarországon (1962)
- Magyarország természeti földrajza (1962)
- Válogatott természeti földrajzi tanulmányok (1968)

## Ismeretterjesztő művei
- Az Alföld (1940)
- A nyugati országrészek (1941)
- Erdély (1943)